# Казановщина
Казановщина (бел. Казаноўшчына) — деревня в Островецком районе Гродненской области Белоруссии. Входит в состав Михалишковского сельсовета.

## Описание
Площадь деревни — 10 080 гектаров, протяжённость границ — 1759 метров.
Небольшая деревня на возвышенности. Расположена у белорусско-литовской границы. Восточнее деревни протекает река Струна.
В данный момент почти заброшена, в деревне проживают три человека. В Казановщине 12 домов.